# Pałac Głowińskich
Pałac Głowińskich – pałac w Rabie Wyżnej
Zaprojektowany został dla młodego dziedzica rabiańskiego dr. Jana Zdunia przez Konrada Kuhla (1856–1922), docenta UJ i profesora Szkoły Rolniczej w Krakowie (dzisiejszy Uniwersytet Rolniczy) tworzącego głównie w duchu modnego wówczas historyzmu. Budynek zbudowano w dwa lata, od 1900 do 1902 r. Od roku 1934 pełnił funkcję pensjonatu dla gości. W czasie II wojny światowej odbywało się w nim tajne nauczanie. Od 28 I 1945 we dworze stacjonował sztab jednostki radzieckiej. W lutym 1945 r. pałac stał się własnością państwa. W latach pięćdziesiątych stanowił siedzibę Instytutu Zootechniki. W 1985 roku pałac Głowińskich został wpisany do rejestru zabytków kultury.
Jan Kanty Zduń (1867–1906) pojął za żonę Różę z domu Seeling de Saulenfels (1871–1957), córkę Ludwika Seelinga de Saulenfels, rządcy dóbr arcyksięcia Rainera w Izdebniku i Melanii z Riegerów, pochodzącej ze znanej krakowskiej rodziny. Mieli oni jedną córkę Wandę (1894–1983), która w 1917 wyszła za mąż za Kazimierza Głowińskiego (1878–1942), c.k. komisarza powiatowego w Nowym Targu.